# Untere Gersprenz

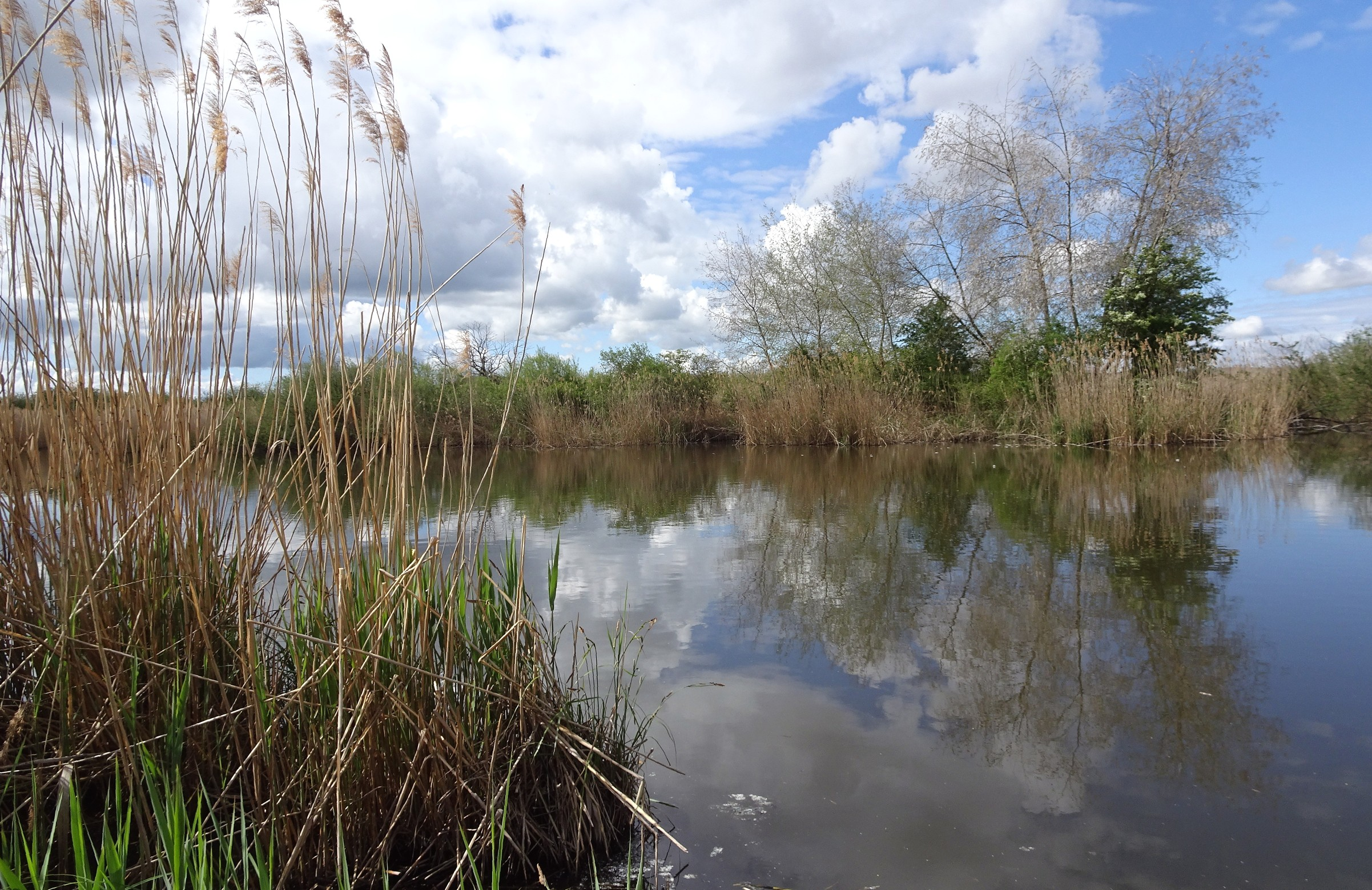
NSG „Reinheimer Teich“ (2021)

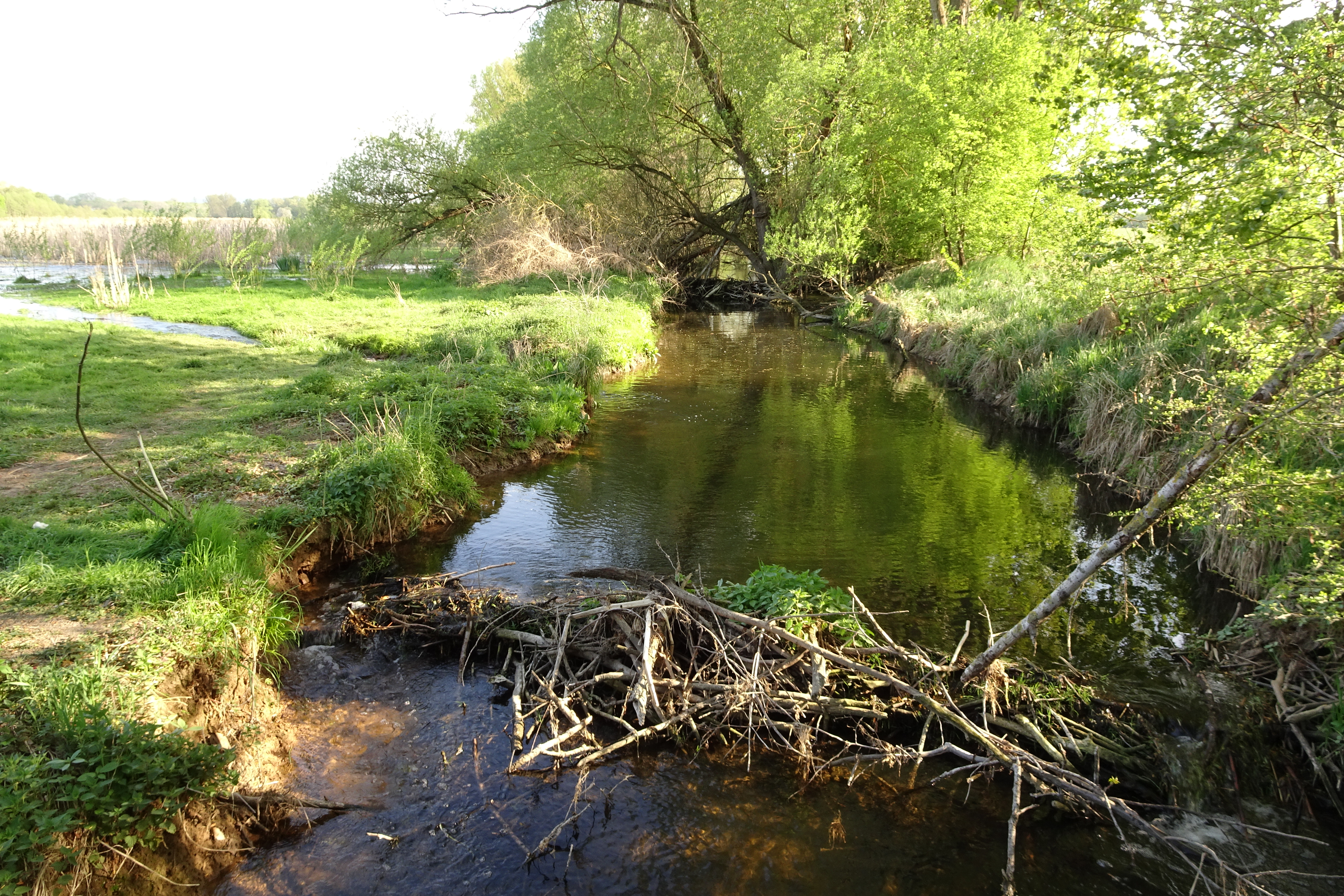
Biberdämme am NSG „Scheelhecke von Groß-Zimmern“ (2020)

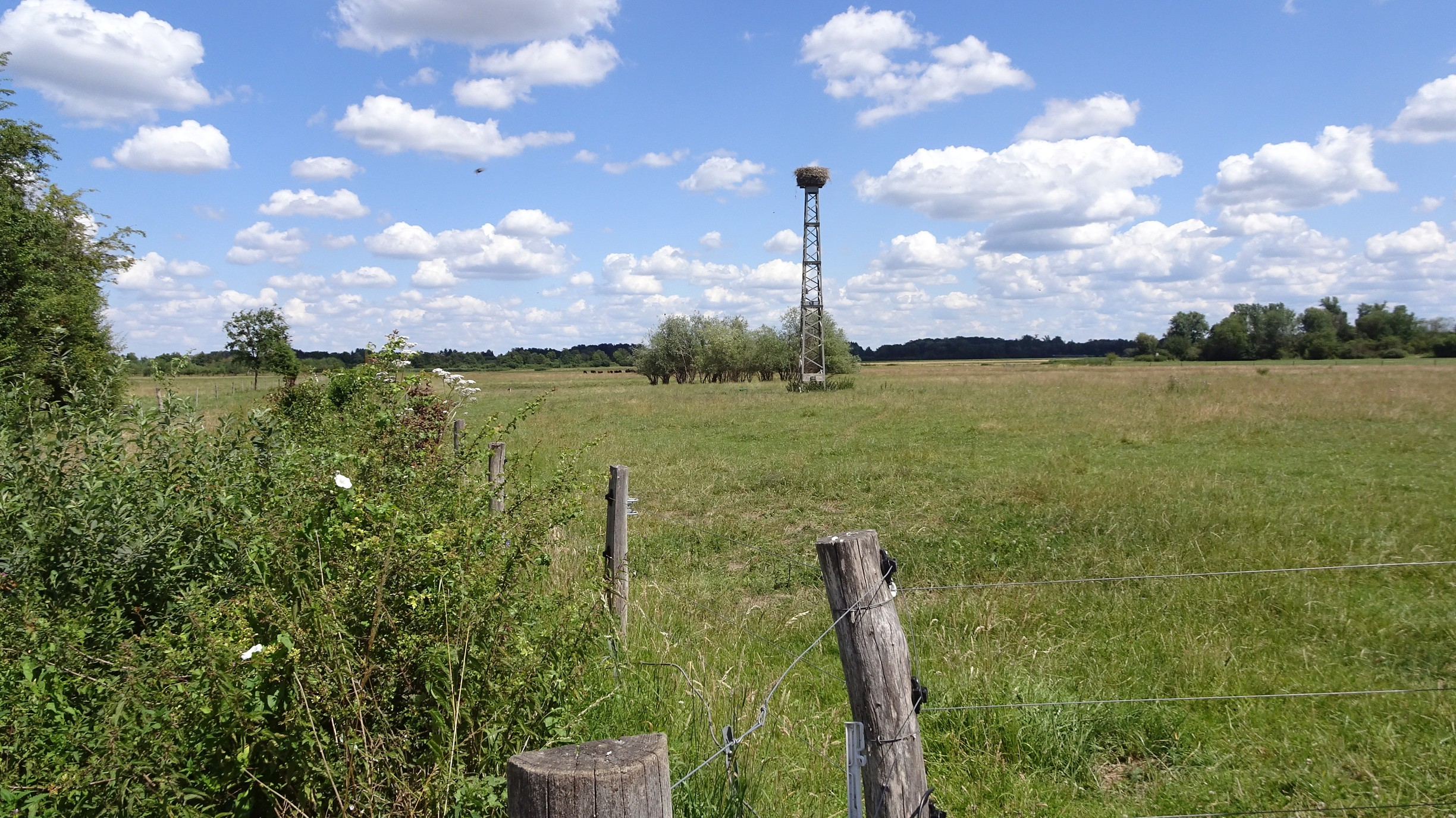
Teilgebiet „Hehnes“ nordwestlich von Semd (2020)

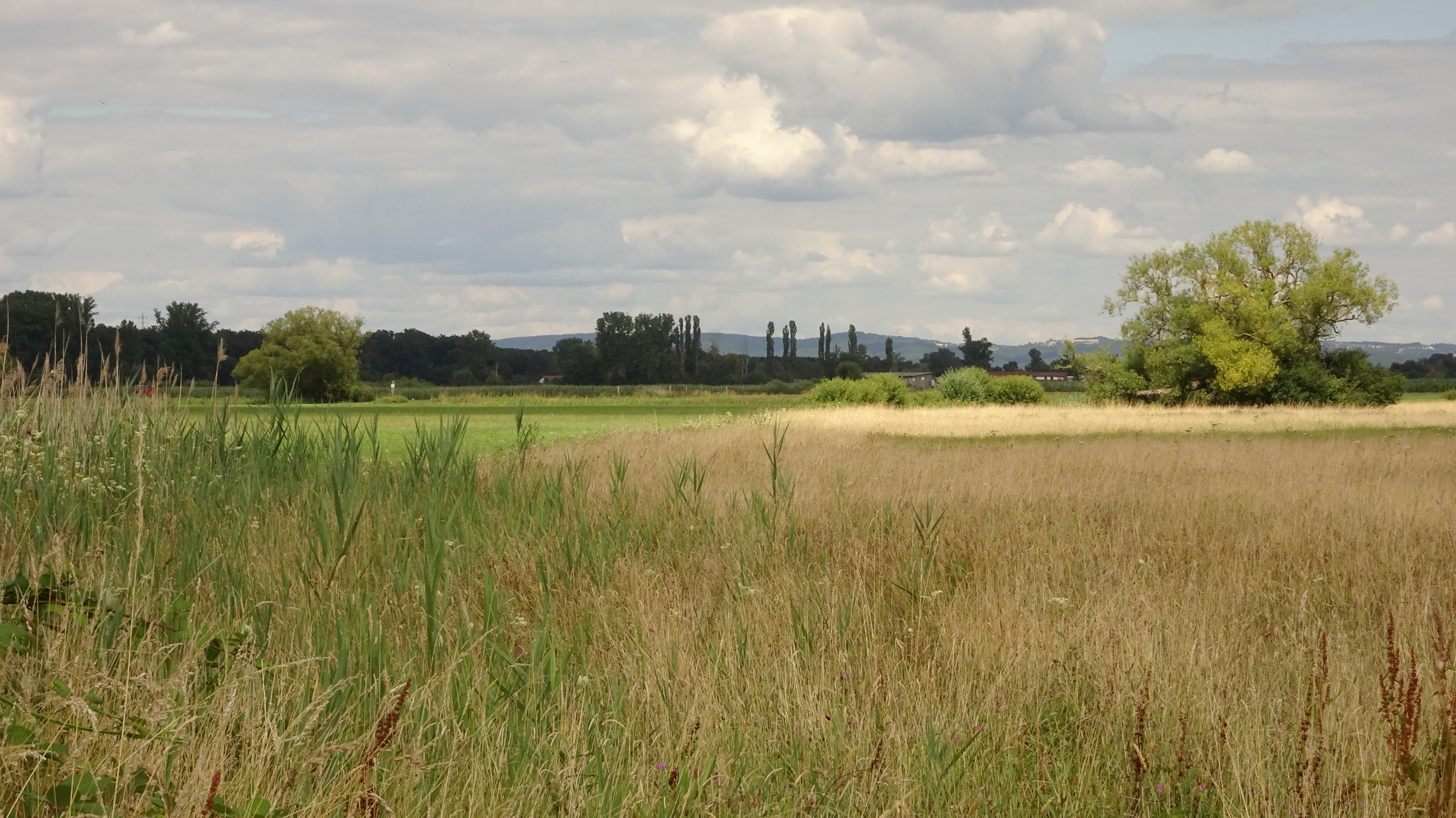
Wiesen im NSG „Die Kleine Qualle von Hergershausen“ (2020)

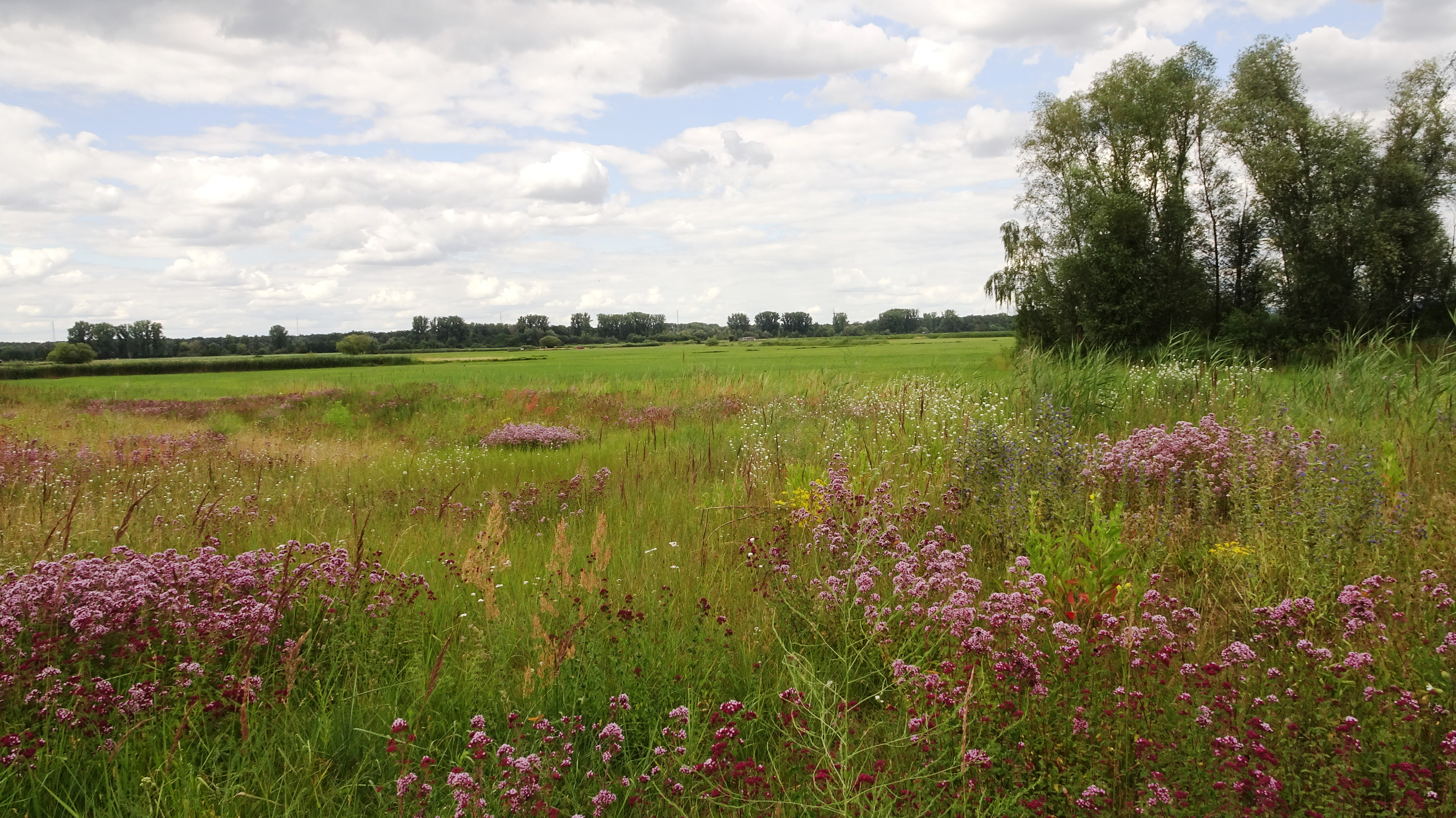
Binnendüne im NSG „Auf dem Sand zwischen Hergershausen und Altheim“ (2020)

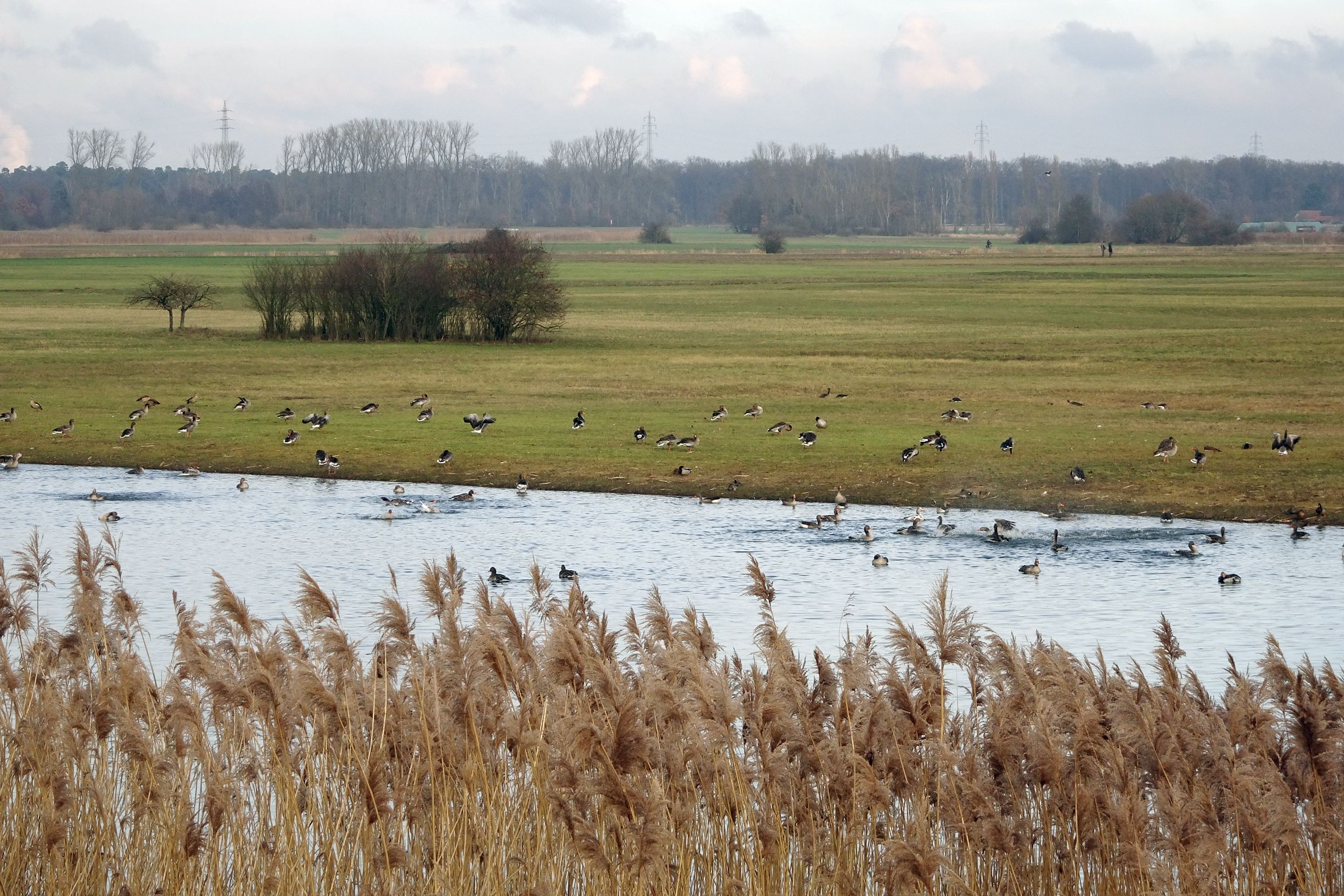
Hergershäuser Wiesen im Winter (2019)

Das Natura-2000-Gebiet Untere Gersprenz liegt zwischen Babenhausen und Reinheim im Landkreis Darmstadt-Dieburg in Südhessen. Die Ausweisung als FFH-Gebiet 6019-303 erfolgte mit der Verordnung vom 16. Januar 2008 (geändert am 20. Oktober 2016). Geschützt wird die von Grünlandnutzung geprägte Auenlandschaft im Bereich der unteren Gersprenz mit geringen Anteilen von trockenen Bereichen und frischen bis feuchten Laubwäldern. Das FFH-Gebiet ist eingebettet in das größere EU-Vogelschutzgebiet Untere Gersprenzaue (6119-401).

## Lage
Das FFH-Gebiet „Untere Gersprenz“ liegt in den Naturräumen Reinheimer Hügelland und Untermainebene in einer Höhenlage von 130 bis 170 Metern.
Es befindet sich im Gebiet der Städte und Gemeinden Babenhausen (Gemarkungen Hergershausen und Sickenhofen), Eppertshausen (Gemarkung Eppertshausen), Münster (Gemarkungen Altheim und Münster), Dieburg (Gemarkung Dieburg), Groß-Umstadt (Gemarkung Semd), Groß-Zimmern (Gemarkungen Groß-Zimmern und Klein-Zimmern), Otzberg (Gemarkung Habitzheim) sowie Reinheim (Gemarkungen Reinheim und Spachbrücken).
Das Schutzgebiet besteht aus vier getrennten Teilbereichen: Im Süden umfasst es die Gersprenzaue zwischen Reinheim und Groß-Zimmern und schließt dabei die Naturschutzgebiete „Reinheimer Teich“ und „Scheelhecke von Groß-Zimmern“ ein. Südlich der Bundesstraße 26 liegen zwei weitere Teilflächen, der „Herrensee“ am Nordrand von Groß-Zimmern und der „Hehnes“ nordwestlich von Semd. Die größte Teilfläche liegt zwischen Münster, Eppertshausen und Babenhausen und umfasst die Hergershäuser Wiesen sowie die Naturschutzgebiete „Brackenbruch bei Hergershausen“, „Die kleine Qualle von Hergershausen“ und „Auf dem Sand zwischen Hergershausen und Altheim“. Die Gesamtfläche des FFH-Gebietes beträgt 772,9 Hektar.
Die Flächen des FFH-Gebietes sind eingebettet in das 3232 Hektar große, zusammenhängende EU-Vogelschutzgebiet „Untere Gersprenzaue“ (6119-401). Dieses schließt zusätzlich das Naturschutzgebiet „Taubensemd von Habitzheim, Semd und Groß-Umstadt“, ausgedehnte Ackerlandschaften südlich der Bundesstraßen B26 und B45 und Waldgebiete im Osten von Dieburg ein.

## Beschreibung und Geschichte
In ihrem Unterlauf fließt die Gersprenz durch sanft gewelltes bis ebenes Gelände. Das Gebiet ist eine alte Kulturlandschaft, in der seit Jahrhunderten in den Auen Grünlandwirtschaft und auf den etwas höheren Standorten Ackerbau betrieben wurde. Die offene Landschaft wird durch Streuobstwiesen, Gehölzgruppen sowie Fließ- und Stillgewässer mit Schilf und Hochstauden aufgelockert. Dieses strukturreiche Landschaftsbild ist durch die Flurbereinigung im 20. Jahrhundert stark verarmt. 1940 wurde die Gersprenz bei Hergershausen kanalisiert, Gehölze wurden entfernt, immer mehr Wiesen wurden entwässert und zu Äckern umgewandelt. Bei der Ausweisung als Naturschutzgebiet 1984 stellte „Die kleine Qualle von Hergershausen“ den letzten verbliebenen Rest der Hergershäuser Auenwiesen dar. Die Flugsanddüne „Auf dem Sand“ am Rand der Hergershäuser Wiesen wurde ab 1976 für Straßenbaumaßnahmen weitgehend abgetragen.
Im Gebiet des heutigen Reinheimer Teiches wurde nach 1625 ein großer Teil der sumpfigen Aue eingedeicht und für die Fischzucht genutzt. Seit Anfang des 18. Jahrhunderts diente das inzwischen verlandete Gewässer wieder als Grünland zur Heugewinnung. Als diese Nutzung ab 1950 aufgegeben wurde, breiteten sich großflächig Schilfröhrichte aus. Erst nach der Unterschutzstellung 1975 erhielt der Reinheimer Teich durch Flutung, Schaffung von offenen Wasserflächen und lokaler Grünlandnutzung seine heutige abwechslungsreiche Gestalt.
Wegen seiner großen Bedeutung als Brut- und Rastgebiet für seltene Vogelarten sowie als Lebensraum zahlreicher Amphibien wurde das Gebiet der unteren Gersprenz für das Natura-2000-Schutzgebietsnetz ausgewählt. Inzwischen sind einige begradigte Bachabschnitte zwischen Münster und Hergershausen und südlich von Groß-Zimmern durch Baumaßnahmen wieder renaturiert worden. Auch neue Tümpel und Überflutungsflächen wurden angelegt, und viele Äcker in der Flussaue werden jetzt wieder als Grünland genutzt.

## Flora und Fauna
Der Großteil des Gebietes ist Grünland frischer Standorte. Die meisten Wiesen und Weiden sind relativ artenarm, nur einige kleine Bereiche sind blüten- und artenreiche magere Flachland-Mähwiesen. Auf einer Binnendüne nördlich von Altheim finden sich Sandrasenflächen mit Silbergras, Heide-Nelke und Berg-Sandglöckchen. Im Bereich des „Herrensees“ nördlich von Groß-Zimmern wachsen Pfeifengraswiesen mit bemerkenswerten Pflanzenarten, darunter Kriech-Weide, Prachtnelke und Kümmelblättrige Silge.
In einigen Stillgewässern der Hergershäuser Wiesen gedeihen Zerbrechliche Armleuchteralge, Berchtolds Zwerg-Laichkraut und Großer Wasserfenchel. Am Ufer der Flachwasserbereiche kommen Kröten-Binse, Sumpfquendel und Sumpf-Ruhrkraut vor. Schwimmblattpflanzen, beispielsweise Wasser-Knöterich und Schwimmendes Laichkraut, wachsen in einem Abschnitt im Reinheimer Teich und in einigen kleinen Tümpeln bei Hergershausen.
Seit etwa 2009 ist der Biber nach über 400 Jahren wieder an der Gersprenz und am Reinheimer Teich heimisch geworden.
Als weitere gefährdete oder geschützte Säugetiere werden Große /Kleine Bartfledermaus, Wasserfledermaus, Großer Abendsegler, Rauhautfledermaus, Zwergfledermaus und Braunes/Graues Langohr genannt.
Im Gebiet leben Kreuzkröte, Wechselkröte, Europäischer Laubfrosch, Knoblauchkröte und Springfrosch. Besonders bemerkenswert ist das Vorkommen der Europäischen Sumpfschildkröte im Reinheimer Teich.
Zu den vielen Brutvögeln der unteren Gersprenzaue zählen unter anderem Blaukehlchen, Eisvogel, Grauspecht, Schwarzmilan, Tüpfelsumpfhuhn, Weißstorch, Bekassine, Graugans, Graureiher, Kiebitz, verschiedene Entenarten, Rohrschwirl, Schilfrohrsänger, Schwarzkehlchen, Wachtel und Wasserralle. Außerdem nutzen zahlreiche Zugvögel das Gebiet als Rastplatz oder zur Überwinterung.

## Erhaltungs- und Schutzziele
In dem FFH-Gebiet sollen folgende Lebensraumtypen erhalten werden:
- 2330 Dünen mit offenen Grasflächen mit Corynephorus und Agrostis
- 3132 Oligo- bis mesotrophe stehende Gewässer mit Vegetation der Littorelletea uniflorae und/oder der Isoëto-Nanojuncetea
- 3140 Oligo- bis mesotrophe kalkhaltige Gewässer mit benthischer Vegetation aus Armleuchteralgen
- 3150 Natürliche eutrophe Seen mit einer Vegetation des Magnopotamions oder Hydrocharitions
- 6410 Pfeifengraswiesen auf kalkreichem Boden, torfigen und tonig-schluffigen Böden (Molinion caeruleae)
- 6510 Magere Flachland-Mähwiesen (Alopecurus pratensis, Sanguisorba officinalis)
- 9160 Subatlantischer oder mitteleuropäischer Stieleichenwald oder Eichen-Hainbuchenwald (Carpinion betuli)
- 91E0 (*) Auenwälder mit Alnus glutinosa und Fraxinus excelsior (Alno-Padion, Alnion incanae, Salicion albae)

Als Erhaltungsziele der Arten nach Anhang II der FFH-Richtlinie werden folgende Pflanzen und Tiere genannt:
- Castor fiber (Biber)
- Emys orbicularis (Europäische Sumpfschildkröte)
- Rhodeus sericeus amarus (Bitterling)
- Lucanus cervus (Hirschkäfer)
- Maculinea nausithous (Dunkler Wiesenknopf-Ameisenbläuling)
- Jurinea cyanoides (*) (Sand-Silberscharte)

## Pflege und Bewirtschaftung
Die nötigen Bewirtschaftungsweisen und Pflegemaßnahmen werden durch Bewirtschaftungspläne geregelt.

## Naherholungsziel
Der Reinheimer Teich ist ein beliebtes Naherholungsziel. Um das Naturschutzgebiet führt ein etwa drei Kilometer langer Rundweg, außerdem kann die Umgebung auf einer BioTopTour des Landkreises Darmstadt-Dieburg erkundet werden (Wanderroute 5 km, Radroute 14 km). Informationen zu den Tieren, Pflanzen und Biotopen der Unteren Gersprenzaue erhalten Besucher in der „Naturschutzscheune Reinheimer Teich“ und ihrem umgebenden Außengelände. Auch durch die Hergershäuser Wiesen führen mehrere Wander- und Radwege sowie eine BioTopTour (Wanderroute 5,5 km, Radroute 12 km). Zum Schutz der Wiesenbrüter dürfen die Wege nicht verlassen werden und Hunde sind an der Leine zu führen.